# Acritus pirata
Acritus pirata är en skalbaggsart som beskrevs av Yves Gomy 1978. Acritus pirata ingår i släktet Acritus och familjen stumpbaggar. Inga underarter finns listade i Catalogue of Life.